# Dahúk (guvernorát)

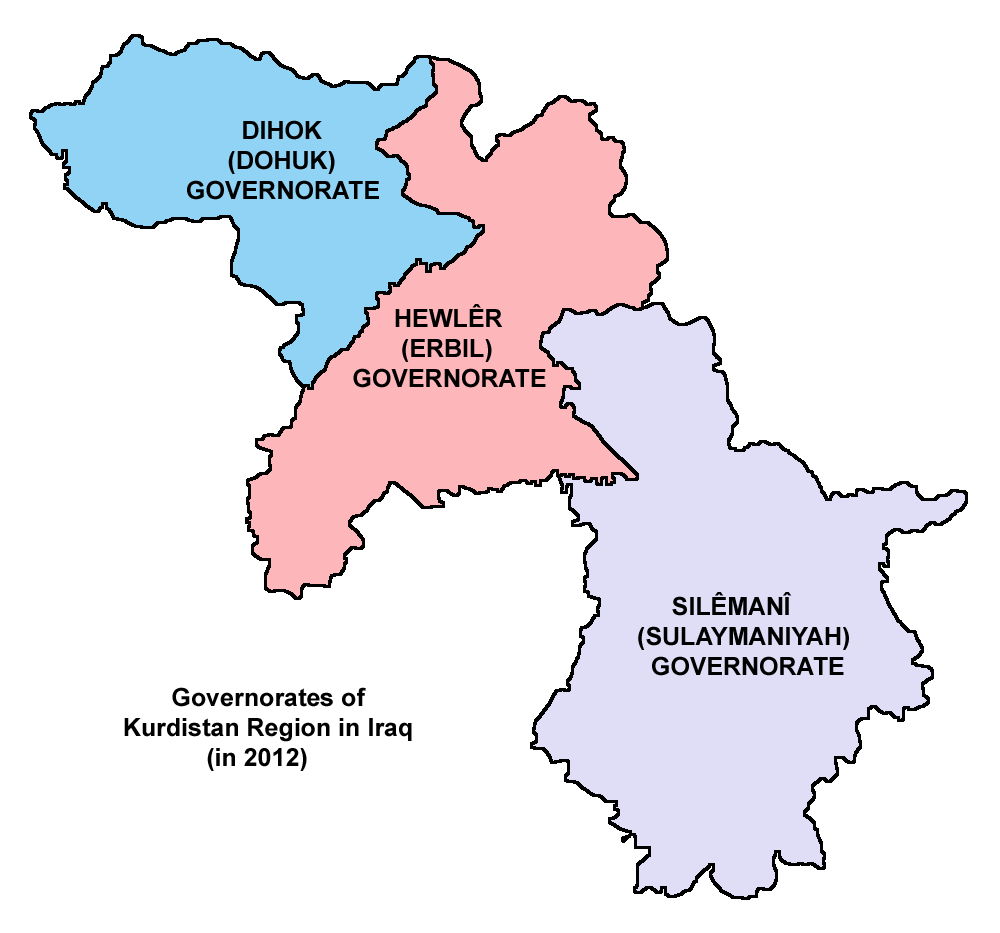

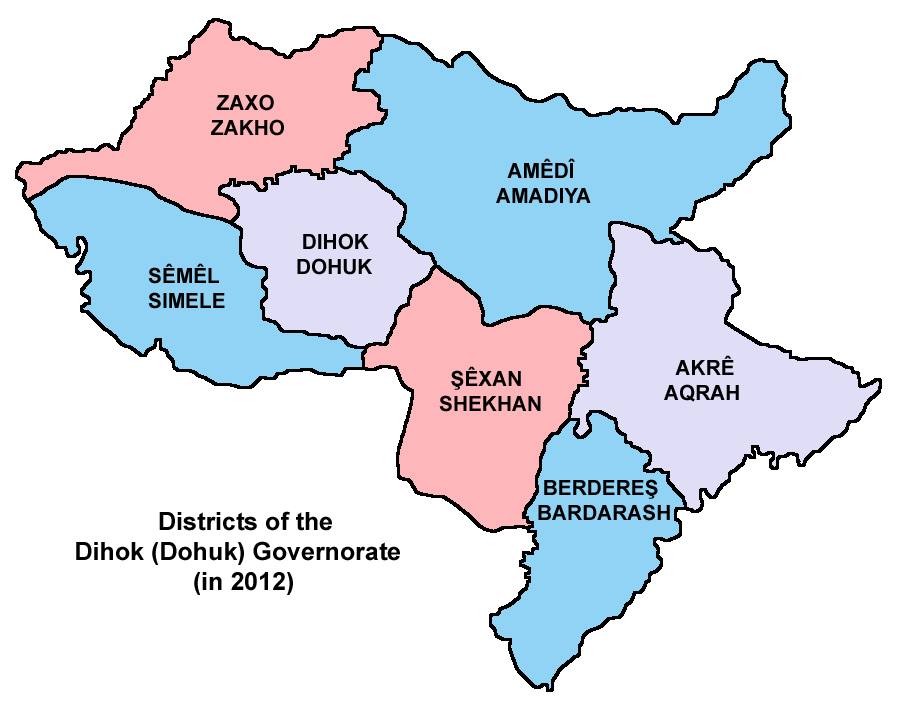

Dahúk je jedním z 19 guvernorátů v Iráku. Nachází se v autonomní oblasti Irácký Kurdistán. Jeho hlavním městem je Dahúk, má rozlohu 6553 km² a v roce 2009 v něm žilo 968 900 obyvatel. Sousedí s guvernoráty Ninive a Arbíl a s Tureckem.